# I Soprano
(The New York Times)
I Soprano (The Sopranos) è una serie televisiva statunitense prodotta dall'emittente HBO, trasmessa in USA nell'arco di sei stagioni, dal 1999 al 2007: ideatore e produttore della serie è lo sceneggiatore statunitense David Chase che, oltre a supervisionare e ideare i soggetti, firma anche la regia del primo e dell'ultimo episodio.
La serie descrive la vita di Tony Soprano, boss della mafia italoamericana del New Jersey: la famiglia Soprano, i cui avi sono originari di Ariano, vanta importanti contatti con le cosche newyorkesi e mantiene relazioni affaristiche con la Camorra.
Il boss è soggetto ad attacchi di panico che lo portano a frequentare lo studio di una psicoanalista, alla quale confida ben presto i suoi turbamenti legati alla famiglia, in particolare nel rapporto col terribile personaggio della madre Livia: i suoi guai però passano anche attraverso il complesso legame con la moglie Carmela (connivente ma estranea alle imprese criminali del marito), i figli adolescenti, lo zio (fratello del padre) che non lo considera come boss e lo contrasta in ogni modo.
A questi problemi personali si aggiungono quelli "lavorativi", in cui Tony deve destreggiarsi fra l'FBI, traditori della sua stessa famiglia e boss in ascesa di famiglie rivali.
I Soprano ha ricevuto tutti i principali premi televisivi, diventando ben presto una serie culto negli USA e il punto di riferimento di altre serie HBO (The Wire, Boardwalk Empire, ad esempio) e non solo. Nel 1999, con un costo di oltre 2 milioni di dollari a puntata, la serie risultava la più costosa mai realizzata in una tv via cavo.
La critica statunitense, ma non solo, l'ha definita in molteplici occasioni tra le più grandi serie televisive di ogni tempo. Nella sua stagione di debutto, il The New York Times l'ha definita come «l'opera della cultura pop più importante dell'ultimo quarto di secolo». Nel 2002, quando la serie era ancora in corso, la rivista TV Guide ha classificato I Soprano al 5º posto tra I migliori 50 spettacoli televisivi di tutti i tempi.
Nel giugno 2013 gli sceneggiatori della Writer Guild of America East & West hanno stilato una classifica delle serie meglio scritte di sempre, votando I Soprano al primo posto. Anche la rivista Rolling Stone nel settembre 2016 ha collocato la serie al vertice delle serie di ogni tempo, affermando che "(I Soprano) hanno diviso la storia della TV in due, portandola in un'"età dell'oro" in cui all'improvviso tutto sembrava essere possibile. David Chase ha distrutto tutte le regole del piccolo schermo".
Questo successo ha permesso agli sceneggiatori di affrontare - con un realismo d'immagini e una crudezza di linguaggio decisamente fuori dai canoni televisivi classici - tematiche legate all'adulterio, alla violenza, al sesso, profanando luoghi comuni e tabù televisivi, attirando su di sé anche pesanti critiche e dure prese di posizione.
In Italia è stata trasmessa per la prima volta dalla rete televisiva Canale 5 nel maggio 2001, con buoni risultati di ascolto nonostante la seconda serata, alternando orari e giorni di programmazione. Le sei stagioni della serie sono state in seguito trasmesse più volte da canali gratuiti, come su Italia 1 in orari notturni e su Iris e Rai 4 in prima serata.

## Trama

### Prima stagione

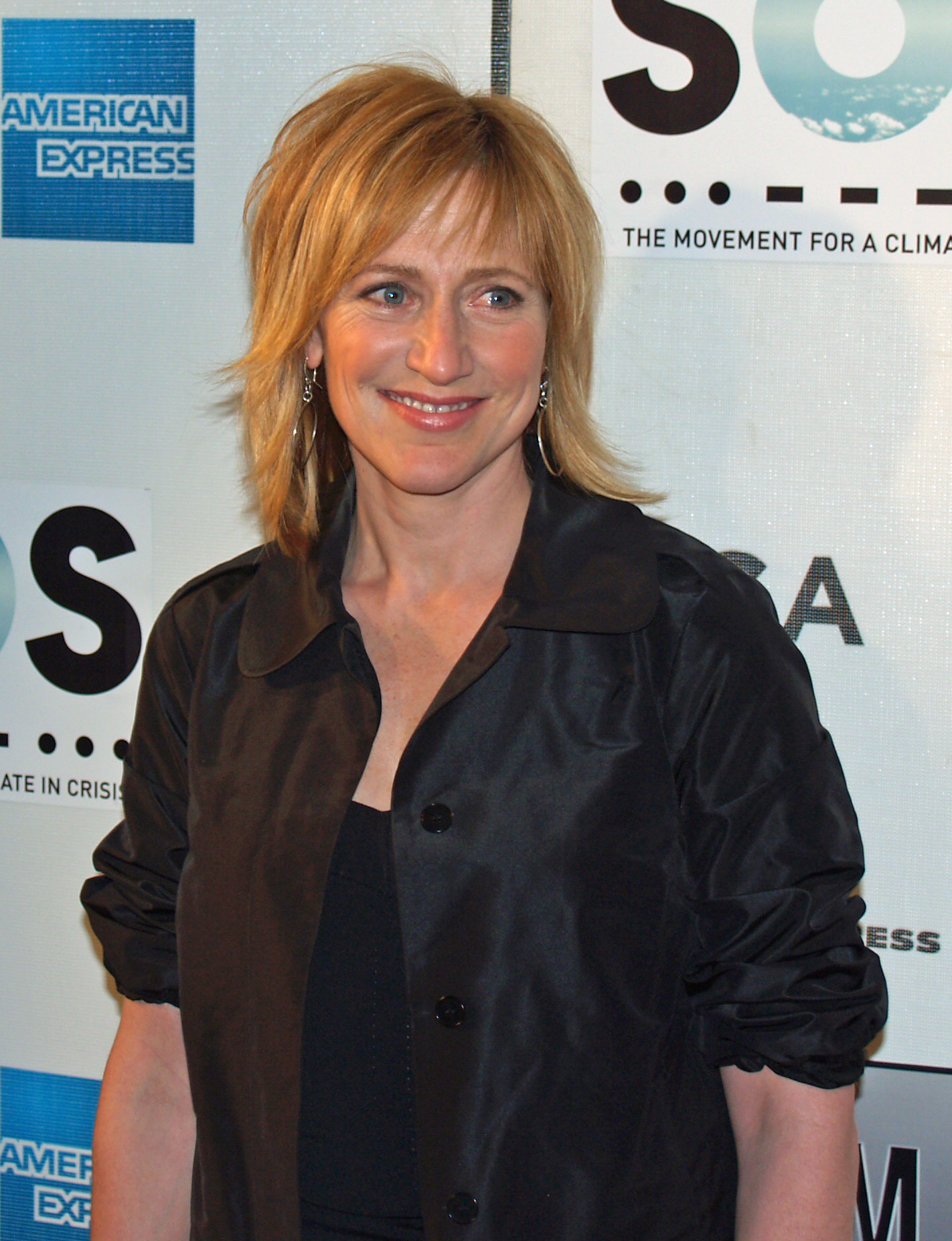
Edie Falco/Carmela Soprano

Ep. 1 - 13. Alla fine degli anni novanta (1998), Tony Soprano, sotto la copertura professionale di responsabile dello smaltimento rifiuti, è uno dei più pericolosi mafiosi dello Stato, così come lo era stato prima di lui suo padre, Johnny Boy Soprano. La sua cosca è affiliata alla Famiglia DiMeo, il cui boss Jackie Aprile è malato incurabile di tumore. Tony è soggetto ad attacchi di panico incontrollato che lo portano nello studio della dott.ssa Jennifer Melfi, psicologa che accetta di occuparsi del suo caso, pur sapendo a grandi linee la vera natura criminale del suo paziente.
La famiglia di Tony è composta dalla moglie Carmela, la figlia maggiore Meadow che si appresta ad andare al college e il figlio Anthony Jr, ingenuo adolescente. Lo zio Corrado Junior Soprano, fratello del padre di Tony, coltiva l'ambizione di prendere il posto di Jackie Aprile al comando della famiglia. Mentre inizia l'analisi della dott.ssa Melfi sul passato di Tony (rivelando un rapporto traumatico con la madre Livia, ora anziana ma sempre autoritaria e insensibile verso i figli), si susseguono vicende quotidiane di sfondo mafioso: omicidi, rivalità, una possibile talpa all'interno dell'organizzazione, i pedinamenti dell'FBI.
Alcuni personaggi (Artie Bucco, Christopher Moltisanti, Hesh Rabkin) sono protagonisti di vicende che s'intersecano con l'attività di Tony. Alla morte di Jackie, Tony e suo zio Junior iniziano a farsi la guerra: il primo cede lo scettro del comando allo zio, ma solo formalmente. Di fatto il nuovo boss riconosciuto dalle famiglie del Jersey e di New York è Tony. Le cose in terapia non migliorano, anzi: le medicine che la dott.ssa prescrive a Tony (che è subito attratto dalla psicoanalista) lo portano a una fragilità interiore nella vita familiare e nel suo posto di comando che lo inducono ora a improvvisi attacchi d'ira, ora a profonde crisi depressive (soprattutto in seguito alla scomparsa di uno dei suoi uomini di fiducia, Pussy Bonpensiero, incolpato da un poliziotto corrotto di essere una spia). Quando zio Junior scopre di essere stato preso in giro vuole vendicarsi: la madre di Tony assume un ruolo fondamentale, istigando ambiguamente lo zio a ordinare un attentato al figlio. Tony scampa all'attentato e viene informato dall'FBI sui mandanti: la stagione si chiude con il tentativo di Tony di eliminare la madre e l'arresto di zio Junior.

### Seconda stagione

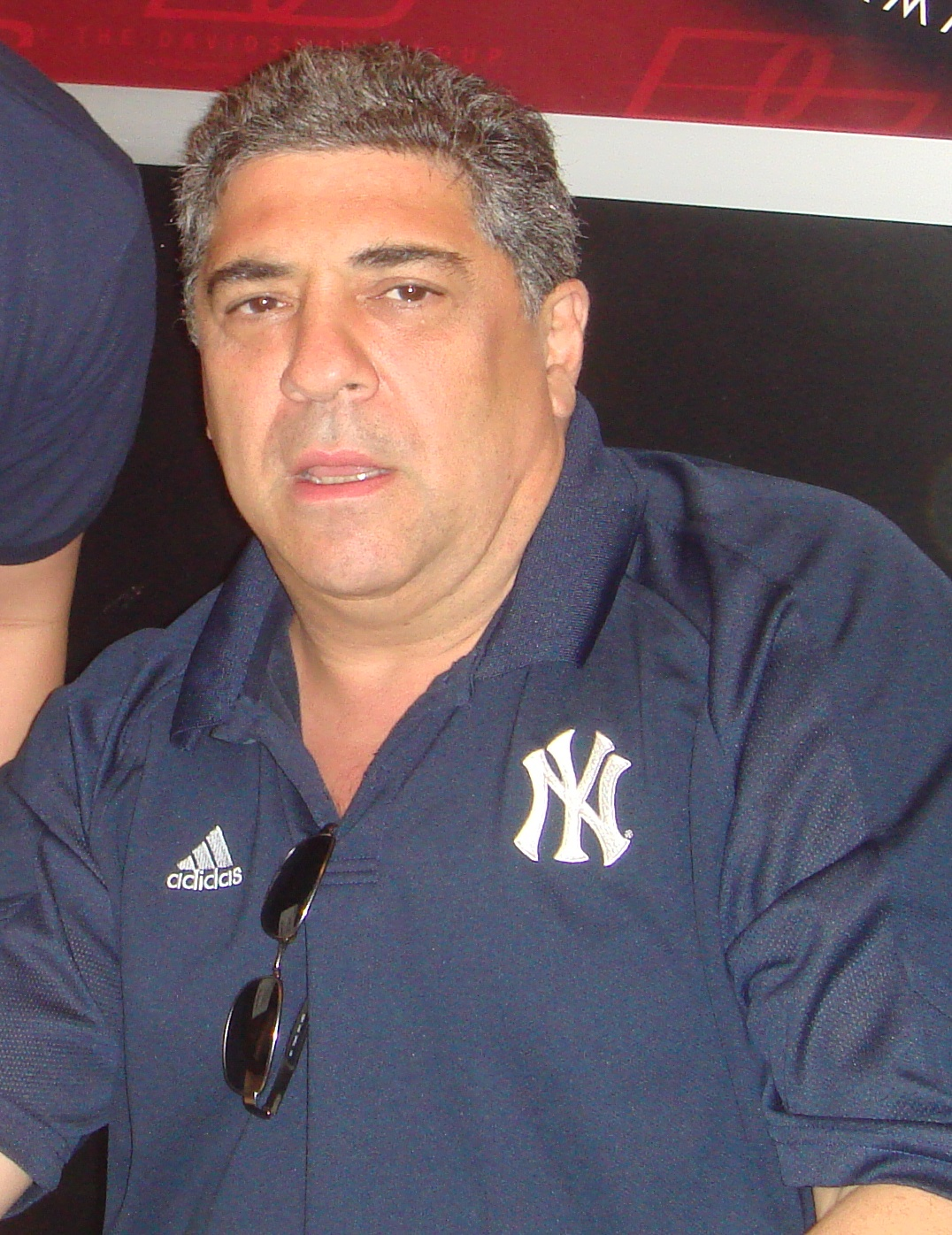
Vincent Pastore/Big Pussy Bonpensiero

Ep. 14 - 26. Nella seconda stagione, Tony, scampato all'attentato ordito da zio Junior, è ufficialmente il capo della famiglia, visto che lo zio, incarcerato, è fuori dai giochi. Mentre inizia la battaglia legale per ottenere i domiciliari da parte di Junior, Tony vede tornare: la sorella Janice (che si dice disposta ad accudire la madre ma in realtà mira ad altro); Richie Aprile, fratello di Jackie, uscito di prigione dopo anni e deciso a riprendersi un posto di comando, ma soprattutto Pussy Bonpensiero, informatore dell'FBI che continua la sua doppia vita e convince Tony a riprenderlo con sé. Ricominciano le sedute dalla dott.ssa Melfi: la donna rivela la natura ambigua del proprio rapporto col suo paziente, invocandone il ritorno in terapia, mentre Tony sembrava disposto a soprassedere, convinto di non essere in grado di guarire. Tony rompe anche i rapporti con la madre, dopo che al termine della prima stagione aveva avuto la conferma che era lei di fatto la mandante del suo attentato. Durante un viaggio d'affari a Napoli Tony porta con sé il killer della camorra Furio Giunta. Richie Aprile inizia una relazione con Janice, sua vecchia fiamma, e organizza un giro di cocaina che lo porta a scontrarsi con Tony, che intanto rompe il rapporto con la sua amante russa. Mentre Pussy è ormai a un passo dall'essere scoperto, Tony ordina l'eliminazione di Richie, ma Janice, durante un violento litigio, lo anticipa uccidendolo.
Tony occulta il cadavere e spedisce Janice a Seattle. La stagione si chiude con la rivelazione (in sogno) del tradimento di Pussy e la sua sofferta eliminazione.

### Terza stagione

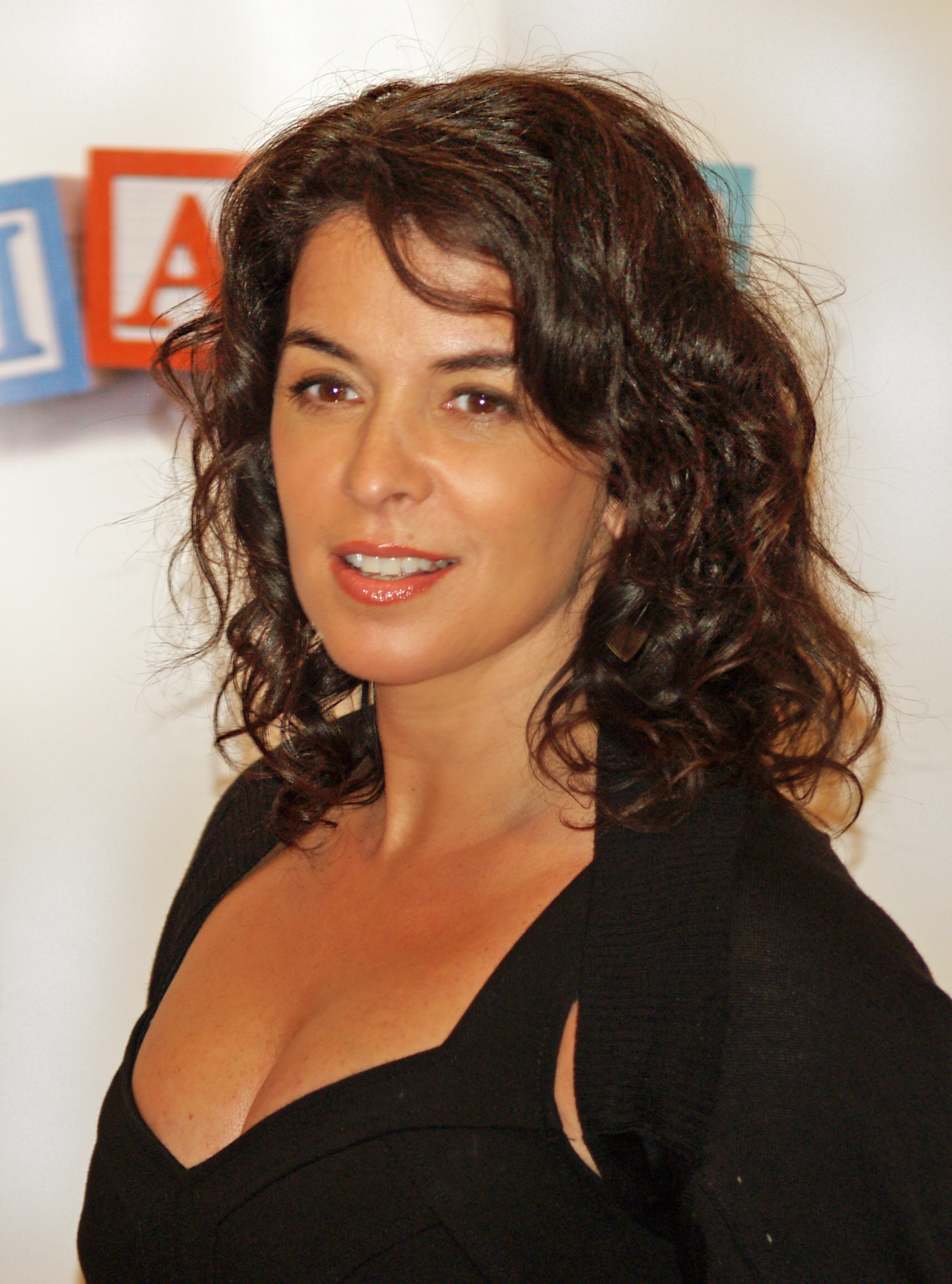
Annabella Sciorra/Gloria Trillo

Ep. 27 - 39. Molti gli avvenimenti importanti nella terza stagione, dal ritorno dell'ambizioso Ralph Cifaretto, che inizia una relazione con Rosalie Aprile, a Meadow che, oramai al college, s'innamora di un ragazzo di colore, Noah (ma il loro rapporto si complica sul nascere per l'intrusione razzista di Tony). Inoltre, a zio Junior viene diagnosticato un cancro ed è necessario un intervento: ma l'evento determinante per le vicende dei Soprano è soprattutto la scomparsa di Donna Livia. Janice, tornata in occasione del suo funerale, va ad abitare nella casa della madre, creando non pochi problemi a Tony. Christopher viene promosso e diviene affiliato alla famiglia, passando sotto il controllo di Paulie. Un evento che tocca marginalmente le vicende di Tony è lo stupro della dott.ssa Melfi da parte di un giovane commesso, nel parcheggio dello studio: combattendo col desiderio di vendetta nei confronti del suo aggressore, la psicoanalista continua a confidare nella giustizia, anche dopo che questa si dimostra inadatta, visto che il violentatore viene lasciato a piede libero. Nel giro di poco tempo, Tony entra in aperto conflitto con Ralph Cifaretto, che dimostra d'essere incontrollabile e assetato di potere, in particolare dopo la sua mancata promozione: il massacro, nel parcheggio del Bada Bing, di una giovane spogliarellista incinta, da parte di Ralph, scatena la furia di Tony. Il boss conosce inoltre Gloria Trillo, con cui inizia una tormentata e appassionata relazione, mentre Carmela, insoddisfatta del suo rapporti col marito, si avvicina alla psicoterapia.
Il figlioccio di Ralph, Jackie Aprile Jr., s'innamora di Meadow, quando questa interrompe i rapporti con Noah.
Nonostante gli ammonimenti di Tony, nel frattempo, il giovane Jackie si avvicina al crimine: quando viene organizzata una rapina a una bisca clandestina in cui scappa il morto, Tony assegna a Ralph la scelta della punizione di Jackie Jr. Ralph decide di farlo uccidere, per mano di uno dei suoi uomini, Vito Spatafore.

### Quarta stagione
Ep. 40 - 52. La stagione inizia con la cattura di Paulie che passa un periodo in carcere: il suo posto viene preso da Christopher che però continua a creare problemi a Tony, specialmente per il continuo uso di droga. All'uscita di galera, Paulie comincia ad avvicinarsi ai Lupertazzi, passando loro diverse informazioni. Anche Ralph continua a creare grattacapi: l'incendio doloso alla scuderia porta alla morte del cavallo da corsa di Tony, che si vendica su Ralph in una furibonda lite. Chris viene internato in una clinica per la disintossicazione, mentre Adriana La Cerva, nel mirino dell'FBI, fa il doppio gioco suo malgrado. Parallelamente, Carmela intrattiene una relazione "platonica" con Furio: al colmo dell'esasperazione per i continui tradimenti del marito e ormai innamorata del sicario giunto da Napoli, decide di allontanarsi da Tony. Alla fine della stagione 4 la coppia si separa.

### Quinta stagione

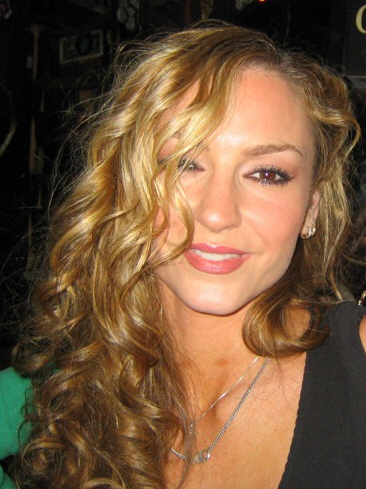
Drea de Matteo/Adriana La Cerva

Ep. 53 - 65. Separatosi da Carmela, Tony si lancia in un corteggiamento serrato verso la dott.ssa Melfi, inutilmente. Mentre zio Junior alterna momenti di squilibrio mentale ad altri di lucidità, tornano in pista alcuni criminali che vengono scarcerati contemporaneamente, tra cui Michele "Feech" La Manna, uno dei boss storici della Famiglia; Phil Leotardo, membro dei Lupertazzi assetato di potere; ma soprattutto torna in libertà Tony Blundetto, detto Tony B, cugino di Tony. Tony cerca di facilitare il ritorno del cugino, ma ben presto questi si fa immischiare nella lotta al potere a New York dopo la morte improvvisa dell'anziano boss Carmine Lupertazzi. Mentre Adriana cerca di svincolarsi dalla morsa dell'FBI, Carmela inizia una relazione con un insegnante di Anthony, il prof. Robert Wegler. Tony comunque non prende nemmeno in ipotesi l'idea del divorzio e i due, faticosamente, si riavvicinano. Tony B., in seguito a una serie di faide, fa fuori il fratello di Phil Leotardo e questo fatto innesca le vicende che portano alla conclusione della serie. Tony è costretto a difendere il cugino che si dà alla macchia: ma dopo molte difficili scelte (tra cui quella di dare una soffiata alla polizia e rimandare in carcere "Feech" La Manna), raggiunge il cugino nascosto in una fattoria e lo fa fuori. Il nuovo ragazzo di Meadow, Finn, scopre Vito con un altro uomo e comincia a temere per la propria vita. Anche Adriana è messa al muro dagli agenti federali e, alla fine, è costretta a rivelare a Chris di essere un'informatrice. Tony dà così mandato a Silvio di eliminarla. La stagione si conclude con una retata dell'FBI che porta in carcere Johnny Sack e cambia gli scenari di potere nelle famiglie newyorchesi.

### Sesta stagione

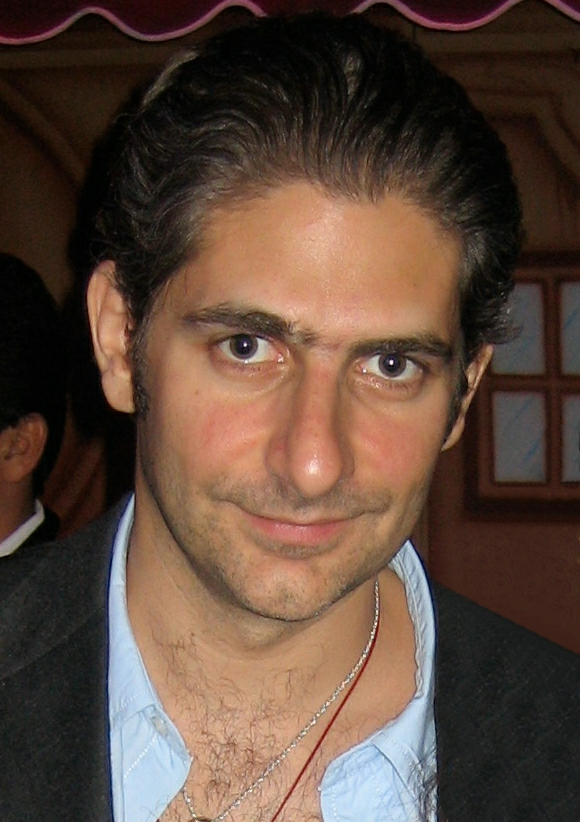
Michael Imperioli/Christopher Moltisanti

L'ultima stagione è stata divisa in due parti, trasmesse dall'HBO a 10 mesi di distanza l'una dall'altra.
Parte 1 (episodi 66 - 77)
La sesta stagione inizia con l'attentato di zio Junior a Tony: in preda a demenza l'anziano spara al nipote e lo lascia agonizzante. In coma, Tony vive una seconda vita, immaginando un'esistenza "comune" (crede di essere un rappresentante di commercio con lavoro, famiglia e figli) che lo porta alle soglie dell'aldilà. Mentre attorno a lui ci si scontra per il vuoto di potere, Tony combatte (con Carmela, Meadow e i suoi uomini di fiducia sempre al suo fianco) tra la vita e la morte. Risvegliatosi, si accorge d'essere cambiato: meno irruente, più riflessivo, maggiormente attaccato alla vita. Nel frattempo, a New York, i Lupertazzi sono sotto il momentaneo controllo di Phil Leotardo, in quanto Johnny Sack è rinchiuso in prigione e medita di collaborare con la giustizia per avere sconti di pena. Vito Spatafore non riesce più a nascondere la sua omosessualità: si reca in un locale gay e viene casualmente visto da due scagnozzi di una famiglia mafiosa. Appena la voce si diffonde, gli uomini di Tony e quelli di Phil vogliono ucciderlo per quello che reputano un marchio d'infamia: Tony trattiene a stento l'istinto delle bande, mentre Vito fugge nel New Hampshire. Qui incontra "Johnny Cakes" di cui s'innamora, ricambiato: i due iniziano una relazione e vanno a vivere assieme.
Chris e Little Carmine Lupertazzi cercano gli attori per il loro film, La mannaia, recandosi anche a Hollywood, mentre A.J. conosce Blanca, dominicana con figlio a carico, e se ne innamora.
Incapace di stare lontano dalla sua famiglia, Vito ritorna nel Jersey: contatta Tony per ritornare negli affari, ma Phil Leotardo lo raggiunge nel motel dove si nascondeva e lo massacra.
Parte 2 (episodi 78 - 86)

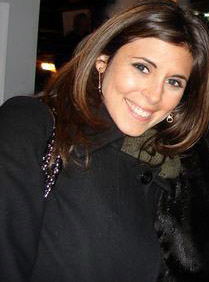
Jamie-Lynn Sigler/Meadow Soprano

I primi episodi dell'ultima parte della sesta stagione narrano dei dubbi di Tony verso i suoi uomini di fiducia: la fedeltà di Bobby, Paulie, Hesh e Christopher viene messa a dura prova. Chris soprattutto si dimostra sempre inquieto, nonostante il matrimonio e la nascita della figlia: la produzione del film La mannaia mette in evidenzia come egli covi un forte risentimento verso il boss, per la morte di Adriana. Intanto i rapporti con New York si deteriorano: a suon di cadaveri, Phil Leotardo si sbarazza della concorrenza e, dopo la morte in carcere di Johnny Sack, diviene il boss dei Lupertazzi. Mentre in famiglia è A.J. a dare i maggiori problemi dimostrando chiari segnali di depressione dopo la fine della relazione con Blanca, Tony passa un periodo difficile dal punto di vista economico e si avvicina al gioco d'azzardo.
Ma gli eventi precipitano: dopo un incidente stradale con Christopher (al ritorno da New York dove era avvenuto l'ennesimo scontro con Phil), Tony ne approfitta per soffocare il nipote, dando poi la colpa all'uscita di strada dell'auto.
Phil, assetato di potere e vendetta per suo fratello Billy, ordina l'inizio delle ostilità e dà mandato a Butch di eliminare i vertici dei Soprano.
A.J., disperato e fragile, tenta il suicidio: l'intervento del padre evita per un pelo la tragedia nella piscina di casa. Anche la Melfi compie una scelta drastica: convinta dal dott. Kupferberg, tronca di netto la terapia (e anche il rapporto personale) con Tony. Avvisato dall'agente Harris, Tony decide di colpire per primo, ma per errore non viene ucciso Phil, bensì il padre della sua amante. La vendetta sarà tremenda: Bobby viene barbaramente ucciso e anche Silvio viene colpito in un agguato, finendo in coma. Rifugiatisi in un luogo segreto, i sopravvissuti si riorganizzano: Tony riesce (ancora grazie all'agente Harris) a fissare un meeting chiarificatore con Butch e Albie Cianflone e si decide la fine delle ostilità. Phil Leotardo viene intercettato e freddato da Walden Belfiore.
Si chiudono così le vicende dei Soprano, con un'enigmatica "ultima cena" in un ristorante, dove si aggira un misterioso "Man in Members Only Jacket" (come recitano i titoli di coda). La famiglia non si riunisce del tutto: Meadow sta per entrare, Tony guarda di fronte a sé, quando le immagini e la musica s'interrompono di colpo e lo schermo diviene nero per 10-15 secondi prima che i titoli finali inizino a scorrere.

## Episodi
| Stagione         | Episodi | Prima TV originale | Prima TV Italia |
| ---------------- | ------- | ------------------ | --------------- |
| Prima stagione   | 13      | 1999               | 2001            |
| Seconda stagione | 13      | 2000               | 2002            |
| Terza stagione   | 13      | 2001               | 2002            |
| Quarta stagione  | 13      | 2002               | 2004            |
| Quinta stagione  | 13      | 2004               | 2005            |
| Sesta stagione   | 21      | 2006-2007          | 2008            |

## Personaggi e interpreti

### Personaggi principali
Protagonista è Tony Soprano, interpretato da James Gandolfini (anche se all'inizio Chase aveva pensato a Ray Liotta, proprio per dare continuità a Quei bravi ragazzi: Liotta, in seguito, venne contattato anche per il ruolo di Ralph Cifaretto).
Tony, marito infedele, è sposato con Carmela (Edie Falco), con la quale ha avuto i due figli Meadow (Jamie-Lynn Sigler) ed Anthony Jr. (Robert Iler). Vive a Newark.
I protagonisti del mondo mafioso in cui opera sono invece: il suo consigliere e grande amico Silvio Dante (Steve Van Zandt, il chitarrista di Bruce Springsteen prestato alla recitazione, scelto da Chase dopo averlo visto ritratto sulle copertine dei dischi); Paulie Gualtieri (Tony Sirico), Sal "Big Pussy" Bonpensiero (Vincent Pastore), il nipote Christopher Moltisanti (Michael Imperioli), Bobby "Baccalà" Baccalieri, Vito Spatafore, Patsy Parisi, Furio Giunta, ma soprattutto suo zio Corrado Junior Soprano (Dominic Chianese, attore che ebbe un ruolo importante nella parte di Johnny Ola ne Il padrino - Parte II).
Assieme alla psicologa Jennifer Melfi (Lorraine Bracco), completano il cast principale (molto variegato e ampliato in ogni stagione): la sorella di Tony, Janice (Aida Turturro), mentre un'altra sorella, Barbara, compare meno frequentemente; la fidanzata di Chris, Adriana La Cerva (Drea de Matteo); il cuoco ristoratore Artie Bucco (John Ventimiglia) e sua moglie Charmaine (Kathrine Narducci); l'amico e consigliere ebreo Hesh Rabkin (Jerry Adler).
Nei primi 28 episodi compare anche la madre di Tony, Livia (Nancy Marchand).

### Personaggi secondari
Nel corso delle stagioni appaiono altri personaggi, secondari ma tuttavia fondamentali per l'intreccio narrativo, quali Richie Aprile (David Proval) e i suoi nipoti Jackie Aprile Jr. (Jason Cerbone) e Rosalie Aprile (Sharon Angela), e Ralph Cifaretto (Joe Pantoliano) e Tony Blundetto (Steve Buscemi), appartenenti alla stessa "famiglia" di Tony, così come Benny Fazio (Max Casella), Carlo Gervasi (Arthur J. Nascarella), Eugene Pontecorvo (Robert Funaro) e Ray Curto (George Loros). Nei flashback appare il padre di Tony, Johnny Boy Soprano (Joseph Siravo).
Carmine Lupertazzi (Tony Lip), Little Carmine (Ray Abruzzo), Johnny Sack (Vincent Curatola) e Phil Leotardo (Frank Vincent) appartengono invece alla Famiglia Lupertazzi, antagonista newyorchese dei Soprano.
Uno dei principali filoni narrativi riguarda le relazioni tra l'FBI, tra cui spicca per importanza l'agente Dwight Harris (Matt Servitto).
Hanno partecipato con ruoli minori anche:
Peter Bogdanovich (il dottor Kupferberg); Burt Young (il padre di Bobby Bacala); Annabella Sciorra (Gloria Trillo); Robert Loggia (Michele "Feech" La Manna); David Strathairn (prof. Robert Wegler); Peter Riegert (Ronald Zellman); Tim Daly (J.T. Dolan); Frankie Valli (Rusty Millio);
Inoltre, sono stati molti i cameo di star durante le varie stagioni: tra i più importanti Annette Bening, Ben Kingsley, Maria Grazia Cucinotta, Paul Mazursky, Lauren Bacall, Ken Leung, Sofia Milos, Sydney Pollack, Nancy Sinatra, Elias Koteas, Ron Leibman, Charles S. Dutton, Hal Holbrook, Richard Bright, Patti D'Arbanville, Daniel Baldwin, Vanessa Ferlito, Sarah Shahi, Jon Favreau.

## Produzione

### Cast
Chase ha scelto il cast privilegiando gli attori italoamericani: in particolare, quando possibile, ha scelto attori che avevano già avuto ruoli, anche marginali, in film di genere gangster. In particolare:
- 27 attori de I Soprano hanno partecipato al film Quei bravi ragazzi di Martin Scorsese, compresi 4 protagonisti del cast principale come Lorraine Bracco, Tony Sirico, Frank Vincent e Michael Imperioli; 3 attori da C'era una volta in America e 2 da Il padrino.
- 6 attori (Edie Falco, John Ventimiglia, Annabella Sciorra, Frank John Hughes, John "Cha Cha" Ciarcia e Joseph R. Gannascoli) hanno preso parte nel 1996 a Fratelli di Abel Ferrara; nello stesso anno, ancora 6 attori hanno fatto parte del cast anche in Prove apparenti di Sidney Lumet (James Gandolfini, Dominic Chianese, Frank Vincent, Vincent Pastore, Richard Bright e Ron Leibman) e in Mosche da bar (Steve Buscemi, Elizabeth Bracco, Michael Imperioli, John Ventimiglia, Daniel Baldwin e Suzanne Shepherd);
- A serie iniziata, nel 1999, 8 attori sono invece i protagonisti nella commedia Mickey occhi blu.
- Diversi caratteristi della serie hanno in seguito lavorato in Boardwalk Empire, serie gangster sempre prodotta dall'HBO e ambientata negli anni del proibizionismo. Molti altri attori hanno avuto piccole parti in The Good Wife.
- Steve Van Zandt, in arte Little Steven, il chitarrista di Bruce Springsteen che impersona Silvio Dante, il consigliere e amico di Tony Soprano, è il protagonista della serie televisiva Lilyhammer, dove interpreta Frank Tagliano, un mafioso di New York che dopo essere sfuggito ad un'esecuzione decide di collaborare con l'FBI.

### Luoghi
- Satriale's Pork Store, tradotta in italiano anche con Da Satriale o solo Satriale: è una macelleria che viene usata dalle bande Soprano e Gualtieri come ritrovo e quartier generale per le attività criminali, fin dagli anni sessanta. Nel retrobottega, vi sono foto di attori quali Humphrey Bogart, Edward G. Robinson e Dean Martin, attori che hanno recitato in ambigui ruoli gangster nelle loro carriere. Come raccontato nella serie, la macelleria venne requisita da Johnny Boy Soprano, padre di Tony, dopo che il proprietario, il sign. Satriale, non aveva onorato debiti di gioco. Nella realtà, la location era una macelleria che aveva sede al nº 101 di Kearny Avenue in Kearny (New Jersey)[23]; nell'ottobre 2007 è stata demolita[24] per far posto a un condominio, denominato "Soprano". È anche un luogo importante nel videogioco The Sopranos: Road to Respect.
- Bada Bing!: è un locale di spogliarelli di proprietà di Tony Soprano e gestito da Silvio Dante, consigliere della famiglia mafiosa dei DiMeo. Viene frequentato e usato dai capimandamenti delle varie bande, l'interno come night club e per le attività di prostituzione e gli uffici nel retrobottega come punto di ritrovo della Famiglia. Anche il parcheggio esterno viene spesso usato per discussioni fuori da occhi indiscreti. Il Bada Bing! è uno dei principali luoghi in cui è ambientata la serie televisiva I Soprano: viene chiamato generalmente Bada Bing oppure, in originale, semplicemente "Bing". Il Bada Bing è un locale di finzione, tuttavia la location in cui sono avvenute le riprese (interne ed esterne) è un vero locale di spogliarello, il Satin Dolls, situato sulla Route 17 a Lodi (New Jersey). In alcune circostanze è anche possibile vedere, durante le puntate, il neon con la dicitura "Satin Dolls" su un muro interno del locale. Dopo la popolarità conseguita dal Bada Bing, i proprietari hanno deciso di mettere all'asta le numerose memorabilia della serie[25]. Una delle poche libertà artistiche prese ne I Soprano dall'ideatore David Chase riguarda proprio il Bada Bing: nello stato del New Jersey infatti è proibita la vendita di alcolici nei locali con spettacoli di nudo. Lo slogan  "Bada Bing"  una frase resa popolare dal personaggio di James Caan alias Sonny Corleone  Il Padrino.
- Nuovo Vesuvio, generalmente chiamato Vesuvio: è il ristorante di Artie Bucco, ricostruito dopo la distruzione del precedente locale, il Vesuvio, distrutto nell'episodio 1. Il ristorante è uno dei principali luoghi in cui è ambientata la serie televisiva I Soprano (1999-2007). Tutti i protagonisti della serie, da Tony Soprano ai caporegime, dai membri della Famiglia Lupertazzi fino alle mogli e le amanti sono passati per il Nuovo Vesuvio, dove si sono svolti alcuni tra i più importanti momenti dell'intera serie. La tradizione di ristoratori della famiglia Bucco nasce nel 1926, quando i nonni di Artie, Angelo Bucco e Concetta Palagonia Bucco (emigrati da Baiano, in provincia di Avellino, nel 1913[26]) aprono a Newark il primo ristorante di famiglia, nella Seventh Avenue, meglio conosciuta come Italian First Ward, (la zona Little Italy della città del New Jersey). In seguito, nei primi anni cinquanta, aprono a Bloomfield il ristorante Il Vesuvio, che viene gestito dal loro figlio Arthur, padre di Artie e anch'egli chef. Arthur lo gestisce dopo essersi diplomato alla Cooks Culinary Academy di Londra: il ristorante viene quindi rilevato dal figlio Artie, amico d'infanzia del boss Tony Soprano, e dalla moglie Charmaine Bucco.

### Caratteristiche narrative

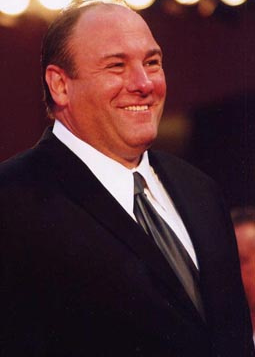
James Gandolfini, interprete di Tony Soprano

Questa serie televisiva, per ammissione dello stesso Chase si basa principalmente sulla visione antropologica che della malavita organizzata contemporanea ha dato Martin Scorsese in Quei bravi ragazzi (1990), ossia quella dei cosiddetti "piccoli operai del crimine": la loro vita quotidiana, i problemi familiari che s'incrociano con quelli lavorativi e sentimentali, il tutto visto attraverso una visione ora umoristica ora drammaticamente realista. Chase omaggia ripetutamente Quei bravi ragazzi e anche all'atto della costituzione del cast ha attinto a piene mani da quello del film di Scorsese. In generale, tuttavia, è l'intero panorama cinematografico del genere gangster ad aver contribuito alle atmosfere de I Soprano: da classici come Nemico pubblico, Scarface e Piccolo Cesare, alla trilogia de Il padrino di Francis Ford Coppola, (ripetutamente omaggiata e citata durante le stagioni) i punti di riferimento sono dozzine.
Chase ha architettato un mondo di finzione basandosi però su realtà esistenti, quali la mafia del New Jersey e le Cinque Famiglie di New York. Si è basato su personaggi reali e ne ha preso spunto per la creazione di una serie di legami di finzione estremamente complessi e mai lasciati al caso: sono nate così le cosche immaginarie dei DiMeo, di cui fanno parte i Soprano, e dei Lupertazzi.
Fulcro della narrazione è il personaggio di Tony (una sorta di "Emma Bovary televisiva"), caso pressoché unico di personaggio televisivo sviscerato nella profondità dei suoi stati d'animo, dei sentimenti, dei sensi di colpa, filtrati attraverso gli occhi del mondo "reale", quello impersonato dalla dottoressa Melfi.
La narrazione è progressiva nelle varie stagioni: i personaggi crescono e sviluppano le loro vicende e i loro conflitti personali, divenendo anche protagonisti di molte puntate al posto di Tony e di piccoli "minicicli" interni.
Uno degli elementi di maggior originalità è l'evidente simbologia che s'innesca nell'intreccio narrativo e che ha creato una sorta di mitologia interna al racconto: cene, ricorrenze, apparizioni fulminee, rimandi ad avvenimenti trascorsi e a persone defunte, metafore continue (con gli animali soprattutto), allusioni e altri espedienti retorici sono solo alcuni degli elementi che hanno portato il testo a vette narrative e a uno sviluppo su molteplici livelli: psicologico, filosofico, sociale e politico.
Inoltre, il racconto procede anche per flashback (l'infanzia di Tony, dove si annidano i motivi della sua ansia) e non disdegna incursioni nell'onirico (i sogni di Tony e di altri personaggi sono fondamentali e danno spesso le motivazioni delle azioni coscienti).

## Colonna sonora
La serie ha nella scelta della musica uno degli elementi di maggior importanza e di riconosciuta caratterizzazione, al punto che è stata definita "un ulteriore personaggio del cast".
La scelta delle musiche (che variano di genere, dal rock progressive alla lirica, dal pop al rap) è stata supervisionata dal creatore della serie, lo sceneggiatore David Chase, che si è affidato spesso alla consulenza del musicista Steve Van Zandt, chitarrista della E Street Band di Bruce Springsteen, nonché attore nel ruolo di Silvio Dante.
La sigla di apertura è il "Chosen One Remix" della canzone Woke Up This Morning del gruppo britannico Alabama 3. Quasi tutti gli episodi hanno una canzone di chiusura sempre diversa.

## Distribuzione

### DVD
Tutti i DVD de I Soprano sono usciti, per la prima volta, in Italia nel corso del 2008 e sono stati distribuiti da Warner Home Video. L'edizione italiana è curata da LaBibi.it, la direzione del doppiaggio è di Daniela Nobili, la voce di James Gandolfini è di Stefano De Sando. Questo è il dettaglio:
Prima stagione
- Data di pubblicazione: 7 maggio 2008. Episodi: 13 (1-13). Dischi: 4
- Contenuti speciali: 1) Intervista di 77 minuti al creatore della serie David Chase, condotta dal regista e critico cinematografico Peter Bogdanovich, 2) "Family Life" documentario, 3) "Meet Tony Soprano" promo, 4) Commento audio di David Chase e Peter Bogdanovich del primo episodio.

Seconda stagione
- Data di pubblicazione: 17 giugno 2008. Episodi: 13 (ep. 14-26). Dischi: 4
- Contenuti speciali: 1) "The Real Deal" documentario, 2) "A Sit Down With Tony Soprano" documentario, 3) Commento audio dai registi di quattro episodi.

Terza stagione
- Data di pubblicazione: 22 luglio 2008. Episodi: 13 (ep. 27-39). Dischi: 4
- Contenuti speciali: 1) "Un Giorno sul Set" Documentario, 2) Commento audio di Michael Imperioli, Steve Buscemi e dell'ideatore David Chase.

Quarta stagione
- Data di pubblicazione: 26 agosto 2008. Episodi: 13 (ep. 40-52). Dischi: 4
- Contenuti speciali: 1) 4 commenti degli sceneggiatori Terence Winter, Michael Imperioli, Robin Green, Mitchell Burgess e del creatore della serie David Chase

Quinta stagione
- Data di pubblicazione: 23 settembre 2008. Episodi: 13 (ep. 53-65). Dischi: 4
- Contenuti speciali: 1) Commenti dei registi Peter Bogdanovich, Steve Buscemi, Mike Figgis, Rodrigo García e dell'attrice Drea de Matteo

Sesta stagione, Parte I
- Data di pubblicazione: 21 ottobre 2008. Episodi: 12 (ep. 66-77). Dischi: 4
- Contenuti speciali: 1) 4 commenti degli attori Edie Falco, Robert Iler e Jamie-Lynn Sigler; degli sceneggiatori Matthew Weiner, Terence Winter, Michael Imperioli, Tony Sirico e dell'ideatore David Chase

Sesta stagione, Parte II
- Data di pubblicazione: 18 novembre. Episodi: 9 (ep. 78-86). Dischi: 4
- Contenuti speciali: 1) Making Cleaver: dietro le quinte del film horror di Christopher Moltisanti; 2) Le musiche della serie - Il creatore David Chase, il cast e i tecnici discutono sulle musiche della serie; 3) 4 commenti con i membri del cast Dominic Chianese, Robert Iler, Arthur Nascarella, Steve Schirripa e Steven Van Zandt

## Accoglienza

### Critica
- «David Chase riesce a guardare dritto negli occhi il male, per descriverlo nella sua agghiacciante normalità» (Diego Del Pozzo[37], 2002);
- « [...] intelligente, ironica, piena di sfumature psicologiche e soluzioni narrative, realistica, curata in ogni dettaglio, dai dialoghi alla fotografia» (Aldo Grasso,[38] 2002).
- « [...] these episodes repeatedly return to the ways in which the Soprano clan, in its desperate, sometimes twisted and sometimes touching way, seeks to embrace family values» (David Hinckley, New York Daily News[10])
- «This is the best the drama has been in some time» (Doug Elfman, Chicago Sun-Times[10])
- «The Sopranos unfolds at a more absorbing and imaginative level than TV's strongest series, from ABC's Lost and Grey's Anatomy to Fox's 24 and House» (Hal Boedeker, Orlando Sentinel[10])
- « [...] the series riffs on the movie business, hip-hop, issues of mortality and the TV classic Kung Fu, with the usual mix of drama, explosive bursts of violence and occasional laugh-out-loud dark humor» (Brian Lowry, Variety[39])
- « [...] David Chase, creator and executive producer of The Sopranos, writing the finale for this landmark TV series - and if this isn't art, then neither is Mozart» (David Zurawik, Baltimore Sun[10])

## Riconoscimenti
Nel corso delle sei stagioni, dal 1999 al 2007, la serie ha ricevuto tutti i premi televisivi USA: oltre a 5 Golden Globe, ha vinto 82 premi principali (gli ultimi 3 sono stati gli Emmy Award del 2007 come Miglior serie drammatica, Miglior regia e Miglior sceneggiatura di episodio) e ha ricevuto 211 nomination, rendendola al momento la serie più premiata di sempre.

## Controversie
Negli Stati Uniti la serie televisiva è stata oggetto, fin dagli esordi, di pesanti critiche per la sua rappresentazione dell'ambiente italoamericano. Il National Italian American Foundation ne ha preso decisamente le distanze, sostenendo che la serie facilita gli stereotipi tipici degli italoamericani, dipinti come mafiosi, traditori e portatori di una sottocultura che ha come principali caratteristiche la violenza e la volgarità intellettuale (che dal punto di vista verbale si evidenzia in un linguaggio rozzo e sgrammaticato da parte dei protagonisti).
Nel 2001 l'ex governatore dello Stato di New York Mario Cuomo ha definito la serie « [...] un pericolo per la società e soprattutto per i giovani». Questo concetto e le critiche alla serie sono stati ripresi successivamente da diversi esponenti politici, specialmente in occasione dell'invito che gli attori del cast hanno avuto per partecipare a parate quali il Columbus Day o altri avvenimenti.
Paradossalmente, il successo mondiale della serie, decretato da ascolti record, non si è ripetuto in Italia, di fatto la patria dei protagonisti della serie. La programmazione, inizialmente in seconda serata, è slittata nelle ore notturne e ha cambiato anche giorno di programmazione, spesso senza preavviso. È finita poi sui canali satellitari e sul digitale: i DVD sono stati distribuiti solo nel corso del 2008.
Le ragioni sono da ricercarsi nelle stesse critiche agli stereotipi sugli italoamericani che la comunità italiana in USA ha mosso: Gianfranco Fini, in occasione del Columbus Day del 2004 a cui è stato invitato dichiarò pubblicamente: « [...] Gli italoamericani sono una forza positiva e nessuna serie televisiva può cancellarlo», riferendosi proprio agli stereotipi proposti da serie come I Soprano.
David Chase, creatore della serie, ribadì che «Questa è una storia sull'America. Chiunque la segua con un briciolo d'intelligenza lo capisce subito. È una storia che riguarda tutti. Chi si lamenta è un fanatico dell'etnia».

## Omaggi ai film di gangster e altre particolarità
Come detto, sono moltissimi i riferimenti ai capolavori del cinema gangster che vengono inseriti tra le pieghe narrative. Vediamo le principali curiosità e citazioni al riguardo.
- Quei bravi ragazzi, punto di partenza della serie, è più volte omaggiato, come nella scena iniziale di quasi tutte le stagioni, in cui Tony esce in accappatoio sul vialetto di casa per prendere il giornale, chiaro riferimento "di continuità" col finale del film di Scorsese, in cui il protagonista Henry Hill compie la stessa azione, dopo essere divenuto "una nullità".
- Quei bravi ragazzi, nel film l'attore Michael Imperioli fa la parte di un giovane barista, durante le partite di poker della gang, di nome Spider, al quale viene sparato ad un piede da Tommy DeVito, interpretato da Joe Pesci. Nella serie, nella puntata 8 della prima stagione dal titolo "La crisi di Cristopher " , è Cristopher Moltisanti ad eseguire la stessa azione ai danni di un giovane garzone di una pasticceria.
- Altro punto di riferimento è Il padrino: a partire dal nome della moglie del protagonista, Carmela (come la moglie di Don Vito Corleone), sono molteplici gli evidenti chiari omaggi al capolavoro di Coppola, come nella scena del primo attentato a Tony (ep. 12) in cui il boss, prima di essere colpito, compra un succo d'arancia da un fruttivendolo, come accaduto a Don Vito, che a sua volta aveva acquistato delle arance prima della sparatoria.
- Ricorrenti anche i riferimenti alle uova alle ore 3: in quasi tutte le scene che precedono eventi cruenti e fondamentali, i protagonisti si ritrovano a cucinare o a mangiare uova; inoltre, quasi sempre vengono citate le "ore 3" come premonizione di qualcosa di luttuoso.
- La sigla della serie, il "Chosen One Mix" del brano Woke Up This Morning degli Alabama 3 è sempre rimasta inalterata nel corso delle sei stagioni: tuttavia, dopo l'11 settembre 2001, l'inquadratura delle torri gemelle che si vedeva nello specchietto retrovisore dell'auto di Tony è stata tolta.
- Il padrino, Prende il nome del locale di spogliarelli di proprietà di Tony Soprano dallo slogan  "Bada Bing[…]" una frase resa popolare dal personaggio di James Caan alias Sonny Corleone.

Per altre curiosità si rimanda alle singole voci degli episodi e dei protagonisti.

## Altri media
- The Sopranos: Road to Respect: dalla serie è stato tratto nel 2006 un videogioco per PlayStation 2 prodotto da 7 Studios e pubblicato da TLQ e HBO. È uscito per la prima volta il 7 novembre 2006 in Nordamerica. La storia gira intorno al figlio illegittimo di Big Pussy Bonpensiero, Joey La Rocca. Il gioco è doppiato dagli attori della serie, e non è mai stato tradotto in lingue diverse dall'inglese nonostante sia uscito anche in tutta Europa.
- Nella scena pre-credit (min. 3:50) del quarto episodio di "She-Hulk: Attorney at Law", dei Marvel Studios, Wong e Madisynn guardano questa serie, mangiando popcorn e facendo spoiler.